# Пітер Коулман
Пітер Коулман (Пітер Томас Коулман; англ. Peter Thomas Coleman) — соціальний психолог та науковець у галузі вирішення конфліктів та постійного миру. Коулман найбільш відомий завдяки свої праці над нерозв'язними конфліктами та вживанням науки про складність.
Коулман є професором Колумбійського університету, виконавчим директором Розширеного консорціуму з питань співробітництва, конфліктів та складності (AC4) та Міжнародного центру співпраці та вирішення конфліктів Мортона Дойча.
Пітер Коулман є професором психології та освіти у Педагогічному коледжі та інституті Землі в Колумбійському університеті. Він також обіймає посаду директора Колумбійського міжнародного центру співпраці та вирішення конфліктів. Зокрема, він — спеціаліст з врегулювання конфліктів та провідний консультант, сертифікований штатом Нью-Йорк, серед клієнтів якого: IBM, Citibank, ООН, Світовий банк та Держдепартамент США.

## Дитинство
Пітер народився 9 вересня 1959 року в Чикаго, штат Іллінойс. Він навчався в часи шкільної інтеграції, насильницького антивоєнного руху та ненасильницького руху за громадянські права. Саме ці враження вселила в нього ще в дитинстві почуття занепокоєння станом нашого суспільства та світу.

## Освіта та початок кар'єри
1981 року отримав ступінь бакалавра в Університеті Айови. Коулман розпочав свою кар'єру в 1980-х роках професійним актором у Нью-Йорку, працюючи на телебаченні, в театрі та кіно. Хоча він покинув світло прожектора та сцену (до недавнього часу), щоб служити консультантом із питань психічного здоров'я для насильницької молоді міста в Регентській лікарні, за межами сцени «Історія Пітера Коулмана» слідувала за власною дугою. Швидко просунувшись на два роки, Коулман став директором лікарні з маркетингу, і завдяки цій приналежності був головою спеціальної групи Громадської ради Йорквіля з питань насильства серед молоді. Саме тоді і там Коулман знайшов своє справжнє покликання як експерта з вирішення конфлікту, хоча він сказав: «Я не був натренований, я просто працював так, як відчував нутром».
Врешті-решт Коулман навчався як посередник системи кримінального суду штату Нью-Йорк, і це стало трампліном докторанту з соціальної та організаційної психології в учительському коледжі Колумбійського університету.
Коулман здобув науковий ступінь кандидата наук та вчений ступінь в галузі соціальної та організаційної психології Педагогічного коледжу, Колумбійського університету та бакалаврський ступінь із комунікацій університету Айови. Коулман є партнером Міжнародного центру складності та конфліктів (ICCC) при Варшавській школі соціальної психології у Варшаві, Польща.

## Колумбійський університет
Коулман був професором Колумбійського університету майже 2 десятиліття. Його рання робота з Мортоном Дойчем призвела до публікації першого з трьох видань «Посібника з вирішення конфліктів: теорія та практика» — всеосяжної книги, розробленої для професіоналів у галузі вирішення конфліктів, підкреслюючи конструктивний потенціал проблеми. Коулман вивчив деякі більш маргіналізовані, але критичні аспекти миру та динаміки конфліктів, включаючи такі питання, як використання та зловживання суспільною владою, нерозв'язний конфлікт, приниження та конфлікт, поляризоване формування колективної ідентичності, культура та конфлікт, несправедливість та конфлікт тощо. Ці явища можуть проявлятися у сім'ях, школах та інших організаціях, громадах та націях. Вони, як правило, є складними, довготривалими і з ними важко працювати, і тому вони досить вивчені сучасними соціологами. Підхід Коулмана полягав у розробці концептуальних моделей, які вирішують прогалини в існуючій теорії, часто шляхом отримання уявлень від поінформованих учасників (місцевих зацікавлених сторін та практиків), а потім для емпіричного тестування моделей за допомогою різних методів. Його стипендія має на меті подолати розрив теорії та практики у сфері вирішення конфліктів та мирознавства шляхом залучення нових поглядів до досліджень, що стосуються важливих технічних та соціальних проблем, та вшанування практичних знань у розробці нової теорії.

## Нагороди
У 2003 році він став першим одержувачем премії за ранню кар'єру від Американської психологічної асоціації (APA), відділ 48: Товариство вивчення миру, конфліктів та насильства, а в 2015 році був нагороджений APA Morton Deutsch Conflict Resolution Award і стипендією Марії Кюрі в ЄС. У 2005 та 2006 рр. одержувач видатних педагогічних нагород Коледжу вчителів Колумбійського університету. У 2010—2012 рр. обраний членом правління Міжнародної асоціації управління конфліктами. 2016 року одержав видатну книжкову премію Міжнародної асоціації управління конфліктами за 2016 рік за «Making Conflict Work» (2014). 2017 року одержав премію Міжнародної асоціації управління конфліктами у 2017 році за найкращий теоретичний паперовий документ під назвою «Conflict Intelligence and Systemic Wisdom: Meta-Competencies for Navigating Difference in a Complex, Dynamic World». 2018 року одержувач нагороди Миру 2018 року, в рамках святкування їх 30-річчя та Міжнародного дня миру ООН.

## Книги
- Coleman, P. T. (forthcoming). UnHero: A Counterintuitive Guide to Effective Leadership.
- Coleman, P. T. & Deutsch, M. (2015). Morton Deutsch: Major Texts on Peace Psychology. Springer Books.
- Coleman, P. T. & Deutsch, M. (2015). Morton Deutsch: A Pioneer in Developing Peace Psychology. Springer Books.
- Coleman, P. T. and Ferguson, R. (2014). Making Conflict Work: Harnessing the Power of Disagreement. New York: Houghton-Mifflin-Harcourt.
- Coleman, P. T., Deutsch, M., & Marcus, E. (Eds.) (2014). The Handbook of Conflict Resolution: Theory and Practice, 3 rd Edition. San Francisco: Jossey-Bass.
- Vallacher, R., Coleman, P. T., Nowak, A., Bui-Wrzosinska, L., Kugler, K., Bartoli, A., & Liebovitch, L. (2013). Attracted to Conflict: Dynamic Foundations of Malignant Social Relations. Springer.
- Coleman, P. T. & Deutsch, M. (Eds., July, 2012). The Psychological Components of Sustainable Peace. Springer Books. Four authored chapters.
- Coleman, P. T. (Ed., 2012). Conflict, Justice, and Interdependence: The Legacy of Morton Deutsch. Springer Books. Three authored chapters.
- Coleman, P. T. (May 3, 2011). The Five Percent: Finding Solutions to (Seemingly) Impossible Conflicts. New York: Public Affairs, Perseus Books.
- M. Deutsch, P. T. Coleman, & E. Marcus (Eds., Fall 2011) A Guiding Handbook for Conflict Resolution in The Arab World. New York: International Center for Cooperation and Conflict Resolution Publications. (In Arabic).
- Deutsch, M., Coleman, P. T., & Marcus, E. (Eds.) (2000, 2006 2 nd Edition). The Handbook of Conflict Resolution: Theory and Practice. San Francisco: JosseyBass. Translated into Japanese (2003), Polish (2006).[7]